# George Voinescu (general)
George-Viorel Voinescu (n. 1963, orașul Găești, județul Dâmbovița) este un general român de informații, care îndeplinește în prezent funcția de adjunct al directorului Serviciului Român de Informații (din 2005).

## Biografie
George-Viorel Voinescu s-a născut în anul 1963, în orașul Găești (județul Dâmbovița). A absolvit cursurile Facultății de Logistică din cadrul Academiei de Înalte Studii Militare (1994), cursul postuniversitar de contabilitate informatizată (1999) și cursurile Colegiului Național de Apărare (2006). 
După absolvirea facultății, a lucrat în cadrul SRI, îndeplinind diferite funcții de conducere în cadrul Brigăzii Antiteroriste și Direcției Financiare a Serviciului Român de Informații. În anul 2004 a fost înaintat la gradul de colonel. La data de 1 august 2005, prin Decret semnat de Președintele României, colonelul George Voinescu a fost numit în funcția de adjunct al directorului Serviciului Român de Informații , înlocuindu-l pe generalul Ion Theodor Popescu ("Gioni Popescu").
La data de 13 august 2007, colonelul George Voinescu a fost avansat la gradul de general de brigadă cu o stea  .
George Voinescu este căsătorit și are un copil.